# ダンバートン伯爵

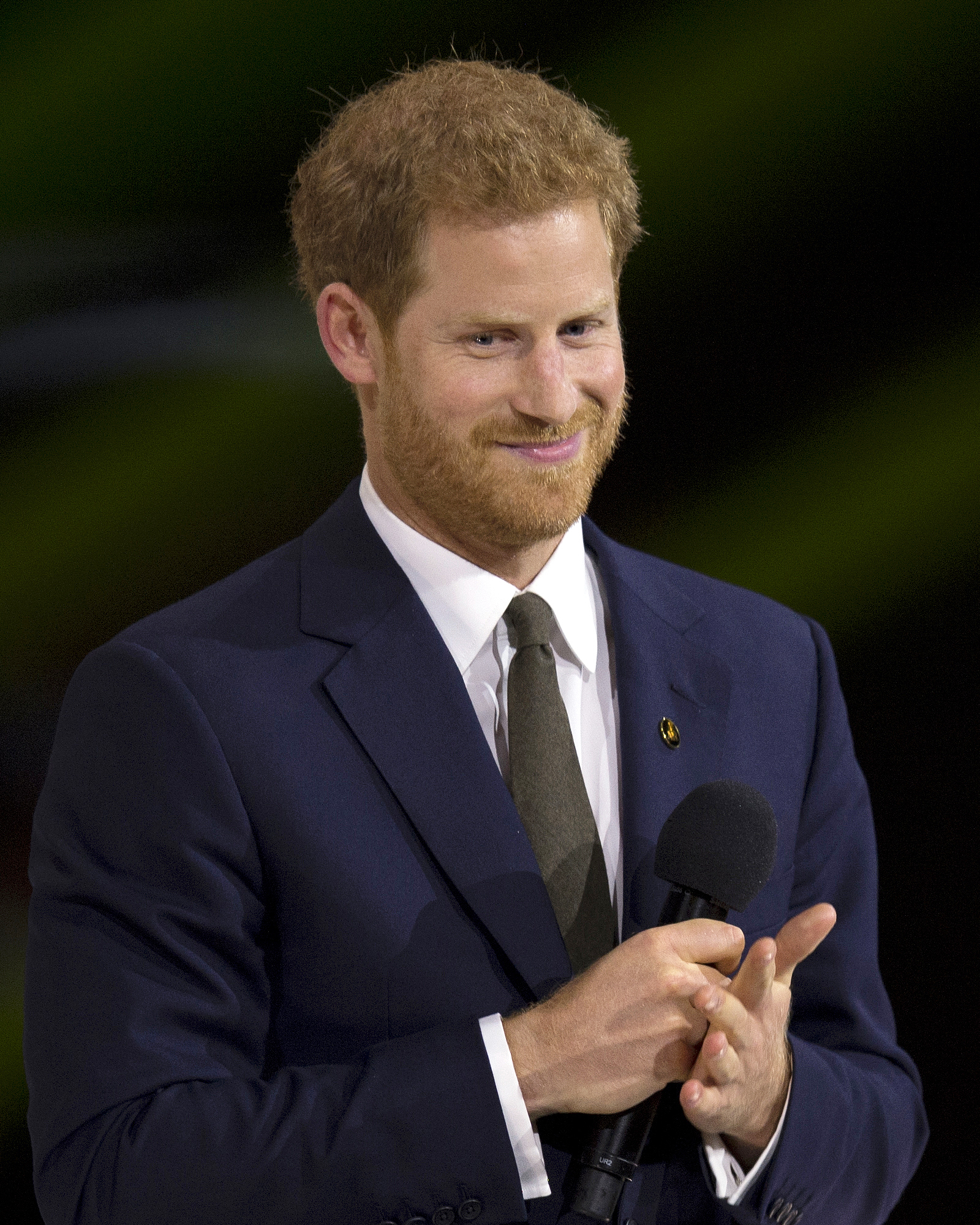
2017年のヘンリー王子。2018年に祖母エリザベス2世によってサセックス公爵・ダンバートン伯爵・キルキール男爵に叙された。

ダンバートン伯爵（英語: Earl of Dumbarton）は、イギリスの伯爵位。スコットランドのウェスト・ダンバートンシャー州ダンバートンにちなむ。
最初に創設されたのは1675年3月9日、チャールズ2世がハミルトン公爵ウィリアム・ダグラス＝ハミルトンの弟ジョージ・ダグラス卿に対して仏蘭戦争での戦功を賞してスコットランド貴族の爵位として授けたものである。チャールズ2世はこのとき同時に「エトリックのダグラス卿（Lord Douglas of Ettrick）」にも叙している。初代伯爵の没後両爵位は一人息子のジョージが継承したが彼には息子がおらず、1749年の2代伯爵の死去とともに断絶した。
二度目の創設は2018年5月19日で、エリザベス2世が孫のヘンリー王子がメーガン・マークルと結婚するにあたってサセックス公爵・ダンバートン伯爵・キルキール男爵に叙した。

## 一覧

### ダンバートン伯爵 （第1期; 1675年）
- ジョージ・ダグラス (初代ダンバートン伯爵)（英語版） （1635年 - 1692年）
- ジョージ・ダグラス (第2代ダンバートン伯爵) （1687年 - 1749年）
  - 1749年、断絶

### ダンバートン伯爵 （第2期; 2018年）
- ヘンリー (初代サセックス公爵・初代ダンバートン伯爵) （1984年 - ）
  - 2019年現在、プリンス・オブ・ウェールズの長男の子以外の、王の曾孫に身分・敬称を与える旨の勅許や法改正案は出ていない（王子・王女の称号は1917年のジョージ5世による勅許状により、王の男系の孫までが通常の適用範囲である）。従ってエリザベス女王が存命かつ退位していないうちに誕生したヘンリーの長男アーチーにダンバートン伯爵の儀礼称号が与えられる（ただしダンバートン伯の有爵者自体は父ヘンリーのままである）。